# ماري ميتشوم
ماري ميتشوم (بالإنجليزية: Mary Meachum)‏‏ (1801 في كنتاكي - 1869 في سانت لويس، ميزوري) مناهضة العبودية من الولايات المتحدة.
أدارت جماعة ميجمس Meachums وهي مدرسةً مجانية للسود المستعبدين في الكنيسة الأفريقية المعمدانية الأولى، والتي انتقلوا إليها لاحقًا في زورق بخاري عائم على نهر المسيسيبي عندما حظرت ولاية ميسوري تعليم السود في عام 1847. كما استخدموا عائدات جون بيري لشراء الحرية لعشرين فردًا مستعبدين. أدرجت مهنة ماري ميكوم في عام 1835 على أنها «خادمة الحليب».